# رأفت قلی‌اف
رأفت قلی‌اف (ترکی آذربایجانی: Rüfət Quliyev؛ زادهٔ ۴ دسامبر ۱۹۷۲) بازیکن فوتبال بازنشسته اهل جمهوری آذربایجان است. وی همچنین در تیم ملی فوتبال جمهوری آذربایجان بازی کرده است.
قلی‌اف جمعاً پنج فصل در فوتبال ایران مشغول بود، دو فصل در استقلال تهران و سه فصل در نفت آبادان بازی کرد.

## دوران حرفه‌ای

### در استقلال
فلی‌اف در ابتدای فصل ۸۰–۱۳۷۹ به استقلال پیوست. وی بعد از پیر کارلو دومین بازیکن خارجی تاریخ باشگاه استقلال و همچنین نخستین بازیکن خارجی‌ای بود که بعد از ۴۴ سال به این تیم پیوست. قلی‌اف همچنین نخستین گل‌زن خارجی استقلال بود.

## افتخارات
- با استقلال:
  - قهرمانی در لیگ آزادگان ۸۰–۱۳۷۹
  - قهرمانی در جام حذفی ۸۱–۱۳۸۰